# Cremovo
Il Cremovo, o Marsala all'uovo è un vino liquoroso  aromatizzato, ottenuto aggiungendo a una base di vino Marsala fine del tuorlo d'uovo, dello zucchero e aromi naturali o erbe.

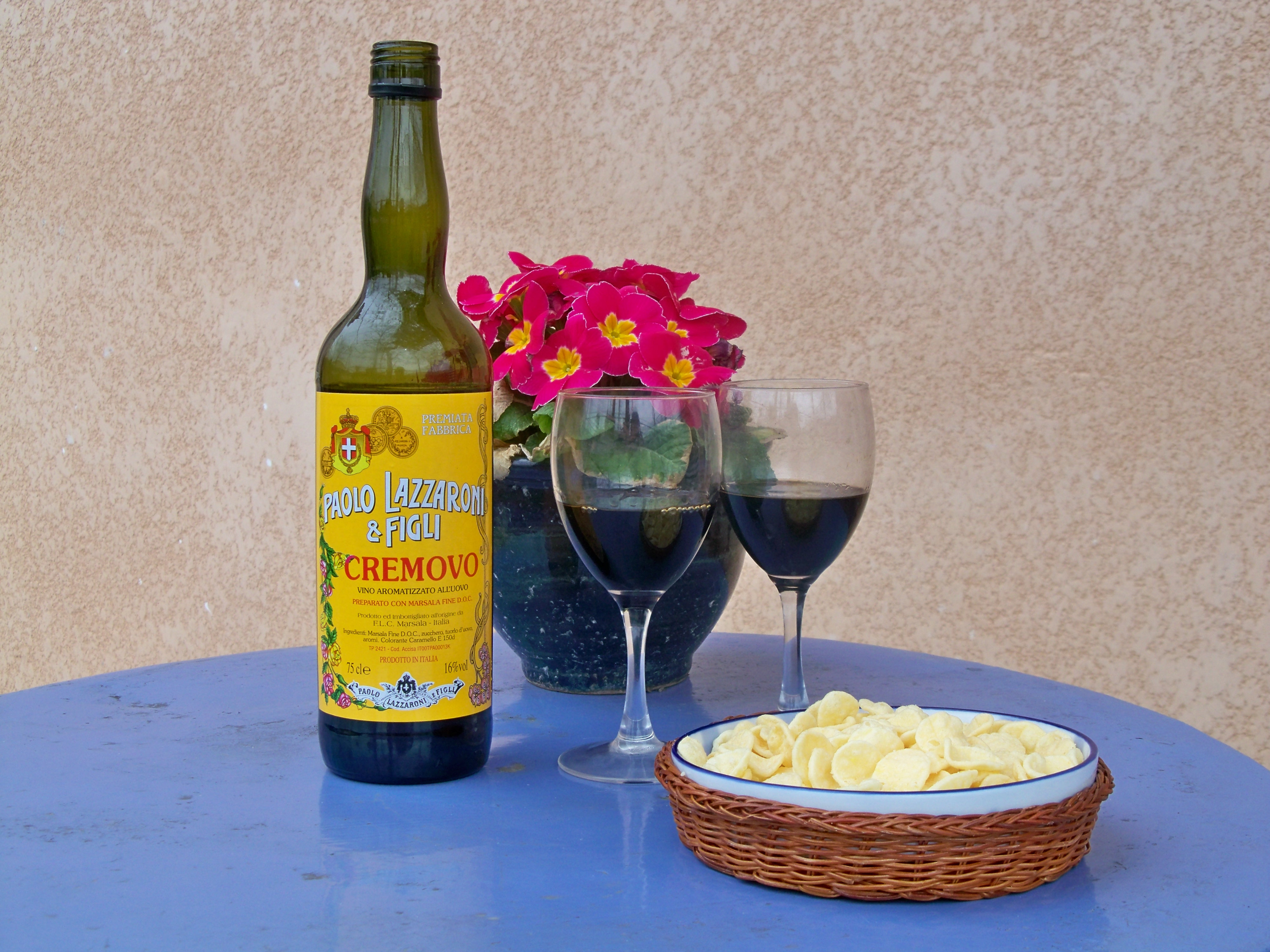
Marsala Cremovo

Di gradazione tra i 15 e i 20 gradi, ha un alto valore calorico. La percentuale per litro è 800 ml di Marsala, 200 g di zucchero e 10 g di tuorlo.
Può essere utilizzato come aperitivo, o per accompagnare pasticceria secca.  È usato anche come ingrediente nella pasticceria.
Diverse case vinicole produttrici di vino Marsala DOC lo producono, ma vista la mancanza di tutela, è prodotto anche in altre zone d'Italia e all'estero.

## Tipologie
- "Cremovo" se contiene vino Marsala non inferiore a 80% e tuorlo d’uovo per almeno 10 g./litro
- “Cremovo Zabaione” se contiene vino Marsala per almeno 80% e tuorlo d’uovo per almeno 60 g./litro